# Eliseo Robles Reyes
Eliseo Robles Reyes, plus généralement connu comme Eliseo Robles, son nom d'artiste, est un auteur-compositeur-interprète Mexicain, né le 27 novembre 1953 à Valle Hermoso, dans l'état de Tamaulipas. Sa carrière prend une envergure internationale, en 1974, lorsque Servando Cano Rodriguez le sollicite afin qu'il devienne le bajosextiste et la première voix du groupe Los Bravos del Norte de Ramón Ayala, avec lequel il crée un grand nombre de classiques de la Musique Norteña et de la chanson populaire mexicaine contemporaine comme : Tragos amargos, Chaparra de mi amor, Que me lleve el diablo, Mi golondrina, Seis pies abajo, Enséñame a olvidar. En 1988, il quitte Los Bravos del Norte pour créer son propre groupe, Los Bárbaros del Norte, avec lequel il enregistre plus de 120 albums.

## Origine et famille
Eliseo Robles Reyes est le fils de madame Inés Reyes Prado et de monsieur Eliseo Robles Garza dont il est l'aîné des enfants. Eliseo Robles Reyes nait dans une famille de musiciens. Cinq de ses frères Ricardo Robles Reyes, Wilfredo "Willy" Robles Reyes, Juan Manuel "Kilo" Robles Reyes, Noe Robles Reyes et Salomón Robles Reyes ont aussi fait carrière dans la musique.
Il a lui-même deux fils prénommés Eliseo. L'un Eliseo Robles Gutiérrez, fils d'Eliseo Robles Reyes et de madame Olga Gutiérrez de Robles, surnommé familièrement  "Cheo", est connu du public comme Eliseo Robles Jr., bajoquintiste et chanteur du groupe La Leyenda. Le second, Eliseo Robles Salinas, né le 12 octobre 1986, fils d'Eliseo Robles Reyes et de madame Francelia Salinas, connu du public comme "El Güero" Robles, mène une carrière de mannequin, d'animateur de radio et de télévision, d'impresario et de chanteur,.

## Carrière
Il travaille dans un premier temps dans un groupe, « Los Alcones Del Norte », qu'il a contribué à créer, puis il travaille avec Fidencio Ayala y Los Satélites de Reynosa, avec lesquels il enregistre ses premiers albums.
En décembre 1973, Tony Sauceda, chanteur de Los Bravos del Norte de Ramón Ayala, sous l'influence de la prédication de Paulino Bernal et des injonction de sa mère décide de quitter les métiers de la musique profane pour se consacrer à la musique chrétienne. Servando Cano qui gère la carrière et les tournées des frères Ayala, demande à Fidencio Ayala, dont le groupe anime depuis un an les soirées d'une discothèque de Phoenix de prêter le chanteur de son groupe à celui de son frère. Eliseo Robles accepte de faire un essai afin de permettre à Ramón Ayala de terminer la tournée qu'il a en cours au Texas et monte sur scène avec Los Bravos del Norte, le 31 décembre 1973 à Lobo (en) et à Amarillo. De retour à Reynosa, Servando Cano lui propose d'enregistrer un disque. Eliseo Robles accepte sous réserve d'être libre de son engagement si l'idée ne fonctionnait pas.
Le 13 juillet 2021, dans le cadre d'une séance présidée par le sénateur Ricardo Monreal Ávila, le Sénat de la République a remis, sur une initiative proposée par le sénateur Oscar Eduardo Ramírez Aguilar, à Eliseo Robles Reyes « La voz de oro de la musica norteña » (la voix d'or de la musique nortena) et à Eduardo "Lalo " Mora Hernández « El Rey De Mil Coronas » (le roi de mille couronnes), la reconnaissance officielle de leur contribution à la reconnaissance internationale de la musique norteña. La sénatrice Gloria Sánchez Hernández a présenté le témoignage de l'assemblée à Eliseo Robles qui assistait à la séance, et le sénateur Santana Armando Guadiana Tijerina a remis sa distinction à Lalo Mora qui n'a pu être présent qu'au travers d'une connexion internet,.

## Sources
- (es) Eva Gándara, « No conducía el carro: Madre de Eliseo Robles », sur Canal6, Canal6, Monterrey, Nuevo León, Multimedios Televisión, 25 janvier 2004.
- (es) Lorena Corpus, « El otro Eliseo Robles », sur El Norte, El Norte, Monterrey, Nuevo León, Editora El Sol, S.A. de C.V., 22 mars 2014.
- (es) Marvin O. Huerta Márquez, « Sudando tinta : Eliseo Robles y Ramón Ayala: Dos leyendas de la música norteña », sur El Diario Mx, El Diario de Ciudad Victoria, Ciudad Victoria, El Diario de Victoria, S.A. de C.V., 14 août 2016.
- (es) Multimedios Digital, « "El Güero" Robles », Canal6, Monterrey, Nuevo León, Multimedios Televisión, 17 janvier 2018.
- (es) « Valle Hermoso », sur Gobierno del Estado de Tamaulipas, Ciudad Victoria, Gobierno del Estado de Tamaulipas.
- (es) Sergio Lozano, « Orgullo De Valle Hermoso Tamaulipas Eliseo Robles », sur El Extra Brownsville, 5 mars 2021.
- (es) Paula Ruiz (Agencia Reforma), « Supera Lalo Mora el cáncer de colon », sur heraldo.mx, El Heraldo de Aguascalientes,, Aguascalientes, El Heraldo de Aguascalientes Compañía editorial, S de RL de CV, 15 mai 2021.
- (es) Juan Carlos Gamboa, « Lalo Mora cuenta la difícil experiencia que tuvo al contagiarse de Covid: 'Vivo de milagro' », sur Bandamax TV, Bandamax, Ciudad de México, Televisa S.A. de C.V., 16 mars 2021.
- (es) Ricardo Monreal Ávila, (es) « Entrega de reconocimientos a Eliseo Robles y Lalo Mora, exponentes de música norteña de nuestro » país, Ciudad de México, Senado de México, 14 juillet 2021.
- (es) Socorro Orozco, « Muere Jorge Robles; la música de Espuela Dorada de luto », sur debate.com.mx, El Debate, Culiacán, El Debate S.A. de C.V., 29 janvier 2017.